# Zentralmolo
Zentralmolo (indonesisch Molo Tengah, auch Mollo Tengah) ist ein indonesischer Distrikt (Kecamatan) im Westen der Insel Timor.

## Geographie
| „Dorf“ (Desa) | Verwaltungssitz | Fläche    | Einwohner | Bevölkerungsdichte |
| ------------- | --------------- | --------- | --------- | ------------------ |
| Binaus        | Sakteo          | 14,76 km² | 1.069     | 072                |
| Oelbubuk      | Oelbubuk        | 16,83 km² | 1.779     | 105                |
| Kualeu        | Nefonaek        | 15,81 km² | 1.588     | 100                |
| Nekemunifeto  | Binoni          | 13,69 km² | 0.691     | 050                |
| Oel‘Ekam      | Nanjam          | 20,73 km² | 1.180     | 056                |
| Pika          | Usnuni          | 17,87 km² | 1.200     | 067                |

Der Distrikt befindet sich im Westen des Regierungsbezirks Südzentraltimor (Timor Tengah Selatan) der Provinz Ost-Nusa-Tenggara (Nusa Tenggara Timur). Im Westen liegt der Distrikt Westmolo (Molo Barat), im Norden Nordmolo (Molo Utara), im Osten Oenino, im Südosten Kuatnana und im Süden Südmolo (Molo Selatan).
Zentralmolo hat eine Fläche von 99,69 km² und teilt sich in die sechs Desa Binaus, Oelbubuk, Kualeu, Nekemunifeto, Oel’Ekam und Pika. Die Desas unterteilen sich wiederum in insgesamt 17 Dusu (Unterdörfer). Der Verwaltungssitz befindet sich in Sakteo.  Die Dörfer liegen auf einer Meereshöhe zwischen 632 m (Pika) und 1085 m (Kualeu). Das tropische Klima teilt sich, wie sonst auch auf Timor, in eine Regen- und eine Trockenzeit. Am meisten Regen fällt im Dezember, während August und September trocken bleiben. 2017 betrug die Jahresniederschlagsmenge 1.942 Liter pro Quadratmeter (= Millimeter).

## Einwohner
2017 lebten in Zentralmolo 7.507 Einwohner in 1.795 Haushalten. 3.761 waren Männer, 3.746 Frauen. Die Bevölkerungsdichte lag bei 75 Personen pro Quadratkilometer. Im Distrikt gab es eine katholische und 16 protestantische Kirchen und Kapellen.

## Wirtschaft, Infrastruktur und Verkehr
Die meisten Einwohner des Distrikts leben von der Landwirtschaft. Als Haustiere werden Rinder (3.576), Pferde (80), Schweine (BABI), Ziegen (792) und Hühner (5.520) gehalten. Auf 818 Hektar wird Mais angebaut, auf 52 Hektar Reis, auf 632 Hektar Maniok, auf 49 Hektar Süßkartoffeln und auf fünf Hektar Erdnüsse. Weitere landwirtschaftliche Produkte sind Kohl, Karotten, Tomaten, Auberginen, Bohnen, Avocados, Mangos, Tangerinen, Papayas, Bananen und Sirsak. Von Plantagen kommen Lichtnüsse, Kokosnüsse, Kapok, Cashewnüsse, Kaffee, Kakao, Betelnüsse und Tamarinde.
In Zentralmolo gibt es zehn Grundschulen, zwei Mittelschulen und zwei weiterführende Schulen. Zur medizinischen Versorgung stehen ein kommunales Gesundheitszentrum (Puskesmas), ein medizinisches Versorgungszentrum (Puskesmas Pembantu) und ein Hebammenzentrum (Polindes) zur Verfügung. In dem Distrikt sind zwei Ärzte, elf Hebammen und neun Krankenschwestern tätig.